# کثرت‌گرایی حقوقی
کثرت‌گرایی حقوقی یا پلورالیسم حقوقی (به انگلیسی:Legal pluralism) وجود نظام‌های حقوقی متعدد در یک جامعه یا یک منطقه جغرافیایی است. نظام‌های حقوقی متکثر به‌ویژه در مناطق مستعمره‌ای سابق، جایی که قانون یک مقام استعماری سابق ممکن است در کنار نظام‌های حقوقی سنتی‌تر (حقوق عرفی) وجود داشته باشد، رایج است. در جوامع پسااستعماری، به رسمیت شناختن کثرت‌گرایی ممکن است به عنوان مانعی برای ملت سازی و توسعه تلقی شود. مردم‌شناسان کثرت‌گرایی حقوقی را در پرتو مبارزات تاریخی بر سر حاکمیت، تابعیت و مشروعیت می‌بینند.

## تاریخ
هنگامی که نظام‌های مختلف حقوقی توسعه یافتند، ایده این بود که برخی از موضوعات (مانند معاملات تجاری) تحت پوشش قوانین استعماری قرار می‌گیرند و سایر موضوعات (خانواده و ازدواج) تحت پوشش قوانین سنتی. با گذشت زمان، این تمایزات متمایل به از بین رفتن شدن کردند و افراد تصمیم گرفتند که ادعاهای حقوقی خود را تحت نظامی دنبال و قرار دهند که فکر می‌کردند بهترین مزیت را برای آنها فراهم می‌کند.

## کثرت‌گرایی حقوقی در حقوق نوین
کثرت‌گرایی حقوقی نیز ممکن است زمانی رخ دهد که قوانین مختلف بر گروه‌های مختلف در یک کشور حاکم باشد. به عنوان مثال، در هند و تانزانیا، دادگاه‌های اسلامی ویژه‌ای وجود دارد که با پیروی از اصول حقوق اسلامی، به نگرانی‌های جوامع مسلمان رسیدگی می‌کند اما دادگاه‌های سکولار به مسائل جوامع دیگر رسیدگی می‌کنند.
از آنجایی که نظام‌های حقوقی مدرن غربی نیز می‌توانند کثرت‌گرا باشند، بحث در مورد کثرت‌گرایی حقوقی تنها در رابطه با نظام‌های حقوقی غیر غربی گمراه‌کننده است. کثرت گرایی حقوقی حتی ممکن است در محیط‌هایی یافت شود که در ابتدا ممکن است از نظر حقوقی یکسان به نظر برسند. به عنوان مثال، ایدئولوژی‌های دوگانه حقوقی در دادگاه‌های ایالات متحده وجود دارد، زیرا ایدئولوژی رسمی قانون همان‌طور که نوشته شده‌است در کنار ایدئولوژی غیررسمی قانون وجود دارد که از آن استفاده می‌شود. بحث در مورد تعدد درونی و بیرونی نظام‌های حقوقی را جامعه‌شناسی حقوق می‌گویند.
منابع حقوق اسلامی شامل قرآن، سنت و اجماع است، اما اکثر دولت-ملت‌های مدرن غربی اساس نظام حقوقی خود را از ابرقدرت‌های مسیحی قدیم (بریتانیا، فرانسه و غیره) ریشه گرفته‌اند. همچنین به همین دلیل است که قوانین اخلاقی موجود در انجیل در واقع به قوانینی تمام عیار و قاطع تبدیل شده‌اند. شبکه شرق‌گرای حامد کاظم‌زاده معتقد است که علیرغم یکسان‌شدگی بسیاری از تفاوت‌های کنونی انسان‌ها به دلیل تأثیر علم، فناوری و افزایش ارتباطات درونی در کثرت گرایی حقوقی، ما نمی‌توانیم در آینده ای منطقی و نزدیک به کاهش اساسی تفاوت‌ها در ارزش‌های اساسی انسان‌ها در نظام‌های فلسفی یا فرهنگی امیدوار باشیم.
کثرت‌گرایی حقوقی نیز تا حدی در جوامعی وجود دارد که نظام‌های حقوقی جمعیت بومی تا حدی به رسمیت شناخته شده‌است. برای مثال، در استرالیا، تصمیم یا قضاوت مابو (Mabo decision) به عنوانی حقوقی و بومی و در نتیجه عناصر قانون سنتی بومیان استرالیا به رسمیت شناخته شد. عناصر حقوق کیفری سنتی بومیان استرالیا نیز به ویژه در صدور احکام نیز به رسمیت شناخته شده‌است. این پدیده در واقع دو نظام محکومیت موازی را راه اندازی کرده‌است. مثال دیگر فیلیپین است که در آن روش‌های مرسوم مردم بومی در کوردیلرا توسط دولت فیلیپین به رسمیت شناخته شده‌است و در کالینگا، بودونگ وسیله ای است که مردم برای حل و فصل اختلافاتشان از آن استفاده می‌کنند.
نگرانی‌هایی وجود دارد که نظام‌های حقوقی سنتی و نظام‌های حقوقی مسلمانان در ارتقای حقوق زنان کوتاهی می‌کنند. در نتیجه، اعضای کنوانسین رفع هرگونه تبعیض علیه زنان (CEDAW) خواستار یکسان‌سازی نظام‌های حقوقی در داخل کشورها شده‌اند.

## در نظریه حقوق
در انسان‌شناسی حقوق و جامعه‌شناسی حقوق، به دنبال تحقیقاتی که اشاره می‌کرد که بسیاری از تعاملات اجتماعی توسط قواعد خارج از قانون تعیین می‌شود و چندین «نظام حقوقی» می‌توانند در یک کشور وجود داشته باشند، جان گریفیث استدلال محکمی برای مطالعه این نظام‌های اجتماعی و نحوه تعامل آنها با خود وجودیت حقوق که به کثرت‌گرایی حقوقی معروف شده، اشاره کرد. : 39 
این مفهوم از کثرت‌گرایی حقوقی که در آن حقوق به عنوان یکی از بسیاری از دستورهای قانونی تلقی می‌شود مورد انتقاد قرار گرفته‌است. رابرتز استدلال کرد که مفهوم قانون به‌طور ذاتی با مفهوم دولت مرتبط است، بنابراین دستورهای قانونی حکومتی نباید مشابه حقوق در نظر گرفته شوند. : 41  از سوی دیگر، تاماناها و گریفیث استدلال کرده‌اند که حقوق را فقط باید به‌عنوان شکل خاصی از نظم اجتماعی همراه با سایر قواعد و قوانین حاکم بر نظام‌های اجتماعی مورد مطالعه قرار داد، و مفهوم حقوق را به‌عنوان مفهومی که ارزش مطالعه دارد کنار گذاشت. : 45 